# Prix Claude-Nougaro
Pour les articles homonymes, voir Nougaro.
 (janvier 2013).
Le prix Claude-Nougaro est un prix littéraire décerné annuellement depuis 2006 par la région Midi-Pyrénées en collaboration avec l'association Claude-Nougaro et en partenariat avec l’association Prix du jeune écrivain.

## Historique et organisation
Le Prix Claude-Nougaro a été créé en 2006 par la Région Midi-Pyrénées en collaboration avec l'association Claude-Nougaro et en partenariat avec l’association Prix du jeune écrivain.
Le jury est composé d'écrivains, scénaristes, dessinateurs, paroliers, éditeurs et professionnels de l'audiovisuel. L'association Prix du jeune écrivain intervient sur délégation de la Région Midi-Pyrénées pour la présélection des textes qu'elle reçoit pour la catégorie fiction,. L'association Claude-Nougaro intervient pour la présélection des œuvres dans la catégorie chanson.
Le Prix récompense annuellement les participants dans quatre catégories :
- catégorie nouvelle: texte de 15 pages et pouvant s'apparenter au conte, au récit ou à l'écriture théâtrale ;
- catégorie scénario de court-métrage : court-métrage de 15 minutes, avec corps de texte, note d'intention et synopsis ;
- bande dessinée ;
- chanson.

## Palmarès

### Nouvelle (anc. Écriture et fiction)
- 2007[3]
  - Floriane Olivier, Sous la neige des framboisiers
  - Bérangère Mathieu, Le petit chaperon rouge
  - Allison Respaud-Bouny, Cœur bavard

- 2008[4]
  - Floriane Olivier, Les coquelicots
  - Athénaïs Delerue, Marcel
  - Emilie Jonckeau, La tangerine est un fruit d’hiver

- 2009[5]
  - Ophélie Haurou-Béjottes, Rideau
  - Laurine Thizy, Papillons
  - Manon Ona, Le doigt sur l’image

- 2010[6]
  - Marion Depaul, Une Histoire de Prison
  - Mathilde Tournier, Nimbus et Moellons
  - Barbara Glet, Larmes
- 2019[7]
  - Marion Moreau, Et enfin marcher un jour d'été
  - Alexis Taillardat, Injustice
  - Eloïse Soulayrol, Contraste
  - Benjamin Robira, Maé Zaout

### Scénario
- 2007[3]
  - Alexandre Manneville, Jeff
  - Pablo Belaubre, Eldorado
  - Flora Galy-Badenas, Le jardin secret

- 2008[4]
  - Valentin Berty, Imaginarium
  - Eva Sperry, Rencontre furtive
  - Aurélie Jolibert, Étoiles errantes

- 2009[5]
  - Laurine Estrade, Demeure
  - Victor Vullo, Ca ne tourne pas rond !
  - Muriel Dubois, De crescendo

- 2010[6]
  - Tristan Francia, La Vache qui tâchait de chercher ses taches
  - Julie Rivière, Brad rit au garage
  - Joëlle Guillot, D’encre et de poussière
- 2019[7]
  - Valentine Michez, Passé Recomposé
  - Nicolas Dargelos-Descoubez, La rame de l'oubli
  - Glora Rodenas, L'imprévu
  - Benjamin Pages, Du sable et des larmes

### Bande dessinée
- 2007[3]
  - Julie Fontes, Tempus fugit
  - Matthieu Harquin, Oneshotmafia
  - Thomas Rixens, A cours d'idées

- 2008[4]
  - Alexandre Chauveau, « Dans la ville, chaque façade cache un immeuble » dit un proverbe Yakoute
  - Maxime Mouysset et Yann Leymarie, La vie est une machine à fric
  - Coralie Tarruella, Cœur de crapaud

- 2009[5]
  - Lucile Jouffroy, Dessine-moi un mouton
  - Matthieu Harquin, Teenage Suicide
  - Jade Guiraud, Faux Espoir

- 2010[6]
  - Valentin Boudet, Anguille et Baldaquin
  - Ulysse Gry, Le Psychose de Korsakoff
  - Amelie Marchandot, Il était une fois, Mélandy
- 2019[7]
  - Brian Martinez, L'Enfer n'existe pas
  - Marianne Garnier, Ray of Sun
  - Amélie Durier, Tout ira bien
  - Julie Descarpentrie, Rêves musicaux

### Chanson
- 2007[3]
  - Anthelme Millon, L’air de rien
  - Luc Vannier, L’Ecriture
  - Jérémie Boitard, La Vaisselle

- 2008[4]
  - les 2 shes
  - Romain Baptiste
  - les nont de nom

- 2009[5]
  - Pauvres Martins (Florent Gourault, Lucas Lemauff, Adrien Rodriguez), Du cœur à revendre
  - Syncopera (Miguel Hernandez et Paul Chenevarin), Facile
  - Bigflo & Oli (Florian Ordonez et Olivio Ordonez), Je me souviens

- 2010[6]
  - Play-Mobiles
  - Les Liens du Son
  - Mélinée
- 2019[7]
  - Yoann Leblanc, HYL
  - Adèle Guillermin, Un strapontin nommé Del
  - Marie-Amali Guérin, M.A.
  - Amel Micarelli & Lola Brunet, HS Crew